# L’Aiguillon-sur-Mer
L’Aiguillon-sur-Mer ist eine ehemalige westfranzösische Gemeinde mit 2.084 Einwohnern (Stand: 1. Januar 2022) im Département Vendée in der Region Pays de la Loire. Sie gehörte zum Arrondissement Fontenay-le-Comte und zum Kanton Mareuil-sur-Lay-Dissais. Die Einwohner werden Aiguillonnais genannt.
Der Erlass vom 7. Dezember 2021 legte mit Wirkung zum 1. Januar 2022 die Eingliederung von L’Aiguillon-sur-Mer zusammen mit der früheren Gemeinde La Faute-sur-Mer zur neuen Commune nouvelle L’Aiguillon-la-Presqu’île fest. Die früheren Gemeinden besitzen fortan den Status von Communes déléguées. Im Zuge dieser Gemeindereform ging die Fläche der Ortschaft vom Arrondissement Fontenay-le-Comte zum Arrondissement Les Sables-d’Olonne über.

## Geographie
L’Aiguillon-sur-Mer liegt am südlichen Rand des Départements an der Atlantikküste in der Landschaft der Poitou ca. 38 Kilometer südlich von La Roche-sur-Yon und 23 Kilometer nordwestlich von La Rochelle. Hier mündet der Fluss Lay in den Atlantischen Ozean. Das Gebiet der Ortschaft liegt im Regionalen Naturpark Marais Poitevin.
Umgeben wird L’Aiguillon-sur-Mer von den Nachbargemeinden und der Commune déléguée:
| Grues                             |                                             | Saint-Michel-en-l’Herm |
| La Faute-sur-Mer Commune déléguée | Kompassrose, die auf Nachbargemeinden zeigt |                        |
|                                   | Atlantischer Ozean                          | Atlantischer Ozean     |

## Bevölkerungsentwicklung
| Jahr      | 1962  | 1968  | 1975  | 1982  | 1990  | 1999  | 2008  | 2018  |
| Einwohner | 1.763 | 1.951 | 2.117 | 2.152 | 2.175 | 2.206 | 2.303 | 2.062 |

## Sehenswürdigkeiten

Kirche Saint-Nicolas

- Kirche Saint-Nicolas
- Mühle
- Hafenanlagen und Kais

## Wappen
Wappenbeschreibung: Auf blauem Grund ein Löwe mit goldener Krone.

## Persönlichkeiten
- Louis Chevalier (1911–2001), Sozialhistoriker

## Gemeindepartnerschaften
Mit der britischen Gemeinde Burnham-on-Crouch in Essex (England) besteht eine Partnerschaft.